# 圣伊莱尔 (奥德省)
圣伊莱尔（法語：Saint-Hilaire，法語發音：[sɛ̃.t‿ilɛʁ] ⓘ）是法国奥德省的一个市镇，属于利穆区。

## 地理
圣伊莱尔（43°5'35"N, 2°18'35"E）面积23.02 平方千米，位于法国奧克西塔尼大區奥德省，该省份为法国南部沿海省份，北起塔恩省，西北接上加龙省，西接阿列日省，南至东比利牛斯省，东临地中海，东北与埃罗省接壤。
与圣伊莱尔接壤的市镇（或旧市镇、城区）包括：贝尔卡斯泰勒和比克、洛凯河畔科内特、洛凯河畔克莱蒙、加尔迪、格雷费伊、洛凯河畔拉代恩、皮约斯、波马、韦尔泽耶、维勒巴济。

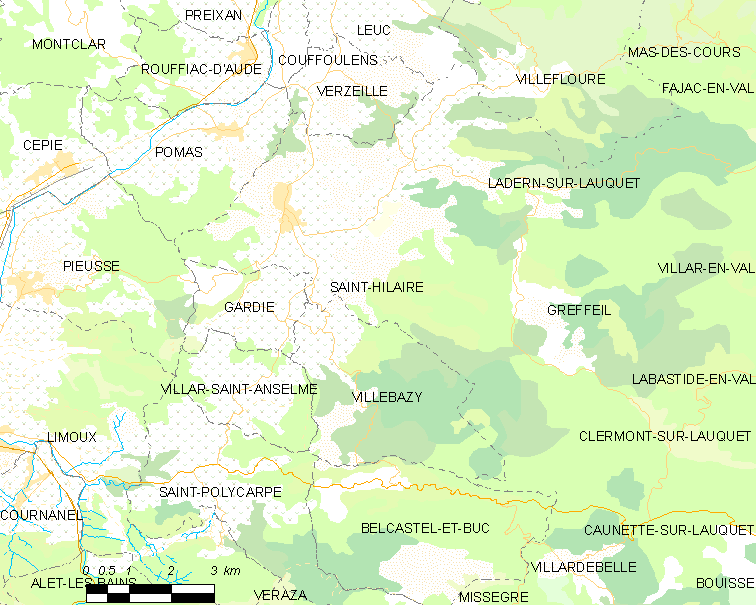
的OSM定位图

圣伊莱尔的时区为UTC+01:00、UTC+02:00（夏令时）。

## 行政
圣伊莱尔的邮政编码为11250，INSEE市镇编码为11344。

## 政治
圣伊莱尔所属的省级选区为利穆地区县。

## 人口

1962-2008年间人口变化图示

圣伊莱尔于2022年1月1日时的人口数量为713人。